# Mourir à Madrid
Pour plus de détails, voir Fiche technique et Distribution.
Mourir à Madrid est un film documentaire français de Frédéric Rossif sorti en 1963 consacré à la guerre civile espagnole, pour lequel il a obtenu le Prix Jean-Vigo en 1963 et a été nommé pour l'Oscar du meilleur film documentaire en 1965. 

## Présentation
En 1936, le Front populaire remporte les élections en Espagne et provoque ainsi une montée de mécontentement de la part de la droite : monarchistes, fascistes, conservateurs et autres nostalgiques de l’avant-république, de « l’Espagne éternelle, catholique et impériale », tentent de renverser le pouvoir en place à Madrid à l’aide d’un putsch qui aura lieu les 17 et 18 juillet 1936. Bien que raté, ce coup d’État sera le déclencheur d’une guerre civile sanglante que Frédéric Rossif documente dans Mourir à Madrid.
Le film constitue un formidable travail de recherche d’archives sur la guerre civile espagnole, en exploitant des documents d’Union soviétique, des États-Unis, de France, d'Allemagne et d’Espagne. Certes, Rossif ne fait pas œuvre d'historien mais il nous apprend l'essentiel, à savoir que la guerre fut gagnée grâce à l'appui massif des Allemands et des Italiens. Le commentaire est de Madeleine Chapsal, pour l'essentiel dit par Jean Vilar et Suzanne Flon. La musique est de Maurice Jarre. La productrice est Nicole Stéphane.
Ce film n'a pas été facile à réaliser et a été beaucoup attaqué à sa sortie aussi bien par l'extrême droite que l'extrême gauche. Le gouvernement français, pour faire plaisir au dictateur espagnol Franco, retarda la sortie du film plus d'un mois et demanda de couper quelques scènes[réf. nécessaire] : d'après le témoignage de Nicole Stéphane en 2006, le gouvernement espagnol demanda  vingt-cinq coupes et la censure française en effectua finalement six.

## Récompenses
- Prix Jean-Vigo (1963)
- Prix du Chevalier de la Barre (1963)